# Wang Kenan
Wang Kenan (chiń. 王克楠; ur. 3 sierpnia 1980 w Baoding, zm. 5 października 2013 w Tiencinie) – chiński skoczek do wody.

## Lata młodości
Skoki do wody uprawiał od siódmego roku życia. W 2001 został włączony do kadry narodowej.

## Kariera

### Igrzyska olimpijskie
W 2004 wystartował na igrzyskach olimpijskich w skokach synchronicznych z trampoliny 3 m wraz z Pengiem Bo. Podczas ostatniej, piątej serii skoków popełnił błąd, który spowodował, że Chińczycy otrzymali za ten skok 0 punktów i z pierwszego miejsca spadli na ostatnie, ósme. Ich końcowa nota wyniosła 283,89 pkt.

### Mistrzostwa świata
W 2001 wraz z Pengiem Bo został mistrzem świata w skokach synchronicznych z trampoliny 3 m. W 2003 został wicemistrzem świata w skoku z trampoliny 1 m.

### Igrzyska azjatyckie
W 2002 wraz z Pengiem Bo zdobył złoty medal igrzysk azjatyckich w skokach synchronicznych z trampoliny 3 m.

### Uniwersjada
W 1999 został złotym medalistą uniwersjady w skoku z trampoliny 3 m, a w 2003 w tej samej konkurencji wywalczył srebro. W 2001, 2003 i 2005 wraz z Pengiem Bo zdobywał złoto w skokach synchronicznych z trampoliny 3 m. W 2005 został również srebrnym medalistą w skoku z trampoliny 1 m.

## Losy po zakończeniu kariery
W 2005 zakończył karierę, a następnie został arbitrem skoków do wody. Został wyznaczony do sędziowania zawodów na Igrzyskach Wschodniej Azji 2013, jednakże dzień przed ich rozpoczęciem zginął w wypadku samochodowym, pozostawiając żonę i córkę. Pochowany został 9 października 2013 w Tiencinie.